# Rebais
Rebais ist eine französische Gemeinde mit 2291 Einwohnern (Stand 1. Januar 2022) im Département Seine-et-Marne in der Region Île-de-France. Sie liegt östlich von Paris, gehört zum Arrondissement Provins und ist Verwaltungssitz des Kantons Coulommiers. Ihre Einwohner werden Resbaciens genannt.

## Geschichte
Rebais war ein Doppelkloster, das im Jahr 635 vom heiligen Ouen gegründet wurde. Von den Normannen zerstört, wurde es im 9. Jahrhundert als Benediktinerabtei wieder aufgebaut, wo unter anderem der später heiliggesprochene Walter von Rebais wirkte.

## Sehenswürdigkeiten
Siehe: Liste der Monuments historiques in Rebais

## Städtepartnerschaften
- Lierde (Belgien)